# أنيل كومار غين
أنيل كومار غين (بالانجليزية: Anil Kumar Gain) (مواليد: 1 فبراير 1919) (الوفاة: 7 فبراير 1978) (مكتوب أيضًا بالانجليزية: Anil Kumar Gayen)، وكان عالم رياضيات وإحصائيًا هنديًا اشتهر بأعماله على معامل ارتباط بيرسون في لحظة المنتج في مجال الإحصاء التطبيقي، مع زميله رونالد فيشر، حصل على الدكتوراه من جامعة كامبريدج تحت إشراف هنري إليس دانيلز، الذي كان آنذاك رئيس الجمعية الإحصائية الملكية. كُرّم كزميل في الجمعية الإحصائية الملكية FRSS وجمعية كامبريدج الفلسفية FCPS .
كان غين رئيسًا لقسم الإحصاء في جمعية المؤتمر العلمي الهندي، وكذلك رئيس قسم الرياضيات في المعهد الهندي للتكنولوجيا كاراجبور، ذهب لاحقًا لتأسيس جامعة Vidyasagar، وأطلق عليها اسم المصلح الاجتماعي الشهير في عصر النهضة البنغالية Ishwar Chandra Vidyasagar.